# Roland Grip
Bruno Roland Grip (né le 1er janvier 1941 à Föllinge en Suède et mort le 9 février 2024) est un footballeur international suédois, qui évoluait au poste de défenseur.

## Biographie

### Carrière en club
Avec l'AIK Fotboll, il atteint la finale de la Coupe de Suède en 1969.

### Carrière en sélection
Avec l'équipe de Suède, il joue 55 matchs (pour un but inscrit) entre 1968 et 1974. 
Il joue son premier match en équipe nationale le 19 février 1968 contre l'équipe d'Israël et son dernier le 26 juin 1974 contre la Pologne
Il figure dans le groupe des sélectionnés lors des coupes du monde de 1970 et de 1974. Il joue trois matchs lors du mondial 1970 organisé au Mexique puis deux matchs lors du mondial organisé en Allemagne.

## Palmarès
AIK Fotboll
- Coupe de Suède :
  - Finaliste : 1968-69.